# Robert Taylor Jones
Robert Taylor Jones (8 de fevereiro de 1884 - 11 de junho de 1958) foi um político norte-americano que foi governador do estado norte-americano do Arizona, no período de 1939 a 1941, pelo Partido Democrata.